# Турчаев, Юнади Магомедович
Юнади Магомедович Турчаев (25 августа 1972, Урус-Мартан — 18 февраля 2005, Грозный) — чеченский полевой командир, возглавлял Грозненский сектор ВС ЧРИ, 10-й командир Исламского полка особого назначения. Был правой рукой Доку Умарова. Один из организаторов нападения боевиков на Грозный 21 августа 2004 года. Известен по прозвищам «Чёрный», «Кади» и «Мол-Омар». Приверженец салафизма.

## Биография
Впервые Юнади Турчаев попал в поле зрения ФСБ ещё в 1998 году. В Краснодаре объявились два чеченца (позже они стали бригадными генералами) Хасан Челаев и Хасан Халкаев. В этом городе они похитили сына одного из крупнейших местных предпринимателей, главы фирмы «БАК» Александра Безбогина. Безбогин оказался в плену у полевого командира Арби Бараева. В то время в его бригаде уже находился Юнади Турчаев, отвечавший за «работу с заложниками». Вот с ним и пришлось иметь дело. За освобождение пленника он потребовал 1 миллион долларов США. Когда заложнику отрезали палец, в ситуацию вмешался тогдашний губернатор Краснодарского края Николай Кондратенко, попросивший местное Законодательное Собрание одобрить выделение 1 миллиона долларов на выкуп Константина Безбогина, после чего он вернулся домой.
Вскоре Турчаев вновь дал знать о себе спецслужбам. В Чечне боевиками был захвачен лётчик сбитого военного самолёта, и освободить его согласились только в обмен на арестованного ранее брата Арби Бараева. Переговоры по данному вопросу вёл всё тот же Турчаев и закончились они успешно. Позже Арби Бараев был убит спецслужбами и Турчаев сам стал полевым командиром, создав свой отряд.
Уже в 1999 году «Чёрный» принимал участие в нападении боевиков на Дагестан.
В 2001 году стал исполнителем поручений и указаний Басаева и Масхадова.
Сразу после гибели Арби Бараева включился в бандформирование Доку Умарова.

### 2002 год
- В январе организовал подрыв машины с бойцами ОМОН из Омской области на ул. Дербентская в Грозном; осуществил нападение на дом сотрудника Октябрьского РОВД
- В марте убил оперативников местной милиции на ул. 8-го Марта в Грозном, а на ул. Алексеевская взорвал «УАЗ» с милиционерами
- 7 июня на участке Грозный — Баку федеральной автотрассы «Кавказ» отрядом Турчаева был совершён подрыв автомобиля «ЗИЛ-131», в результате которого погибли двое и получили ранения трое человек
- Входил в число организаторов диверсии, совершённой 20 сентября 2002 года в Октябрьском районе Грозного. В результате подрыва боевиком фугаса получили ранения милиционеры Ленинского РОВД Грозного, передвигавшиеся на служебном автомобиле
- причастен к убийству заместителя начальника Урус-Мартановского РОВД Вахаева Магомед-Саида Алиевича, совершённого 17 ноября.
- 3 декабря отряд Турчаева совершил убийство начальника СКМ (Службы криминальной милиции) Урус-Мартановского РОВД Халкаева Ш. Ш.[9]

### 2003 год
- В январе Турчаев, по данным спецслужб, начал готовить группу, которая должна была осуществлять серию терактов уже не только в Грозном, но и других городах России, в том числе и в Москве. В неё вошёл целый ряд приближённых «Кади» боевиков: Исруди Шапаев, Альбек Бугаев, Али Саралиев, Аслан Искерханов и Халаш Сангириев. Впрочем, большинство из них ещё в момент подготовки диверсий были захвачены. В отместку, как считают спецслужбы, «Мол-Омар» организовал подрыв в Грозном машины с начальником Октябрьского РОВД
- 15 мая Юнади Турчаев отправил троих смертников на подрыв здания местной администрации и УФСБ в посёлке Знаменское. В результате теракта погибли 60 человек, более 250 были ранены[10]
- В сентябре боевики Юнади Турчаева обстреляли служебную машину главы администрации села Кулары Ибрагимова А. Р. В результате были убиты жители села Гериханов А. Ж. и Буркаев С. М.[11]
- В течение всего года организовал подрывы самодельных взрывных устройств на автодорогах при прохождении военных колонн, милицейских автомобилей и автомобилей других силовиков

### 2004 год
- В апреле осуществил подрыв самодельного взрывного устройства (СВУ) на территории разрушенного здания республиканской туберкулёзной больницы в Октябрьском районе Грозного. Тяжёлые осколочные ранения получили два человека[12]
- 17 мая группа боевиков Турчаева совершила нападение на колонну федеральных сил на автодороге между посёлком Гикаловский Грозненского района и Мескер-Юрт Шалинского района. Со стороны густых зарослей, расположенных между автодорогой и населённым пунктом, был произведён обстрел колонны. Незначительные повреждения получил бронированный «Урал». Принятыми мерами боевым охранением колонны удалось окружить и заблокировать место нахождения боевиков. Однако часть боевиков попыталась скрыться на легковом автомобиле. В результате боестолкновения автомобиль с пятью боевиками был уничтожен, ещё трое боевиков были ранены. Со стороны федеральных сил потерь тогда не было. С места боестолкновения были изъяты 7 автоматов АК, три ручных гранатомёта и большое количество боеприпасов[13]
- 21 — 22 июня — вместе со своей бандгруппой участвовал в широкомасштабном налёте отрядов боевиков на Ингушетию[14]
- 21 августа — со своим отрядом и отрядами других бандглаварей, в том числе Доку Умарова участвовал в кровавой вылазке в Грозном. Лично его и Доку Умарова МВД Чечни считает организаторами и командирами этой операции
- 31 октября — Турчаев и его боевики совершили двойной теракт в Грозном с использованием заминированных автомобилей. Погиб 1 и ранены 19 человек
- 23 декабря был убит «эмир» Грозного, седьмой командир Исламского полка особого назначения Алихан Машугов.

### 2005 год
За некоторое время до гибели Турчаев «вернулся в свою вотчину» из-за границы, откуда привёз денежные массы на финансирование и проведение террористических актов.
Уже в феврале Масхадов и Басаев поручили Юнади Турчаеву организовать теракты в Грозном на 23 февраля. Намеченные теракты должны были быть приурочены к первой годовщине ликвидации Руслана Гелаева и направленными на срыв праздничных мероприятий ко Дню Защитника Отечества.
Но Масхадов с Басаевым потерпели неудачу.

## Гибель
Ещё в январе 2005 года дом № 211 по улице Кирова в посёлке Алды (пригород Грозного) был взят оперативниками под наблюдение. Поводом для этого стала информация от местных жителей: они сообщили, что по ночам в брошенное строение кто-то наведывается.
«По нашим сведениям, хозяева этого дома ещё не вернулись в республику»,-рассказал помощник министра внутренних дел Чечни Руслан Ацаев, — «поэтому мы решили, что ночные визитёры-это боевики».
Пятничный рейд «кадыровцев» 18 февраля 2005 года оказался удачным: в подозрительном доме находился давно разыскиваемый чеченскими силовиками бандглаварь Юнади Турчаев. Окружив дом примерно в 11 часов утра, «кадыровцы» предложили полевому командиру сдаться. В ответ из дома раздались выстрелы. Тогда милиционеры открыли ответный огонь. Больше выстрелов из дома не последовало: оборонявшийся «Чёрный», как выяснилось, получил смертельное ранение.
В погибшем милиционеры сразу же узнали своего заклятого врага Юнади Турчаева — его фотографию с лета прошлого года, когда турчаевские боевики устроили бойню в Грозном, носил с собой чуть ли не каждый милиционер.

Ликвидировав одиозного бандита Турчаева, милиционеры не только отомстили за смерти своих товарищей, но и предотвратили крупные теракты в Грозном, заодно нанеся тяжёлый удар по бандформированиям— 
— заявил командующий оперативным региональным штабом по управлению контртеррористической операцией на Северном Кавказе Илья Шабалкин.